# Hardin (Montana)
Hardin è una città degli Stati Uniti d'America situata in Montana, nella contea di Big Horn di cui è anche capitale.